# 흥경궁

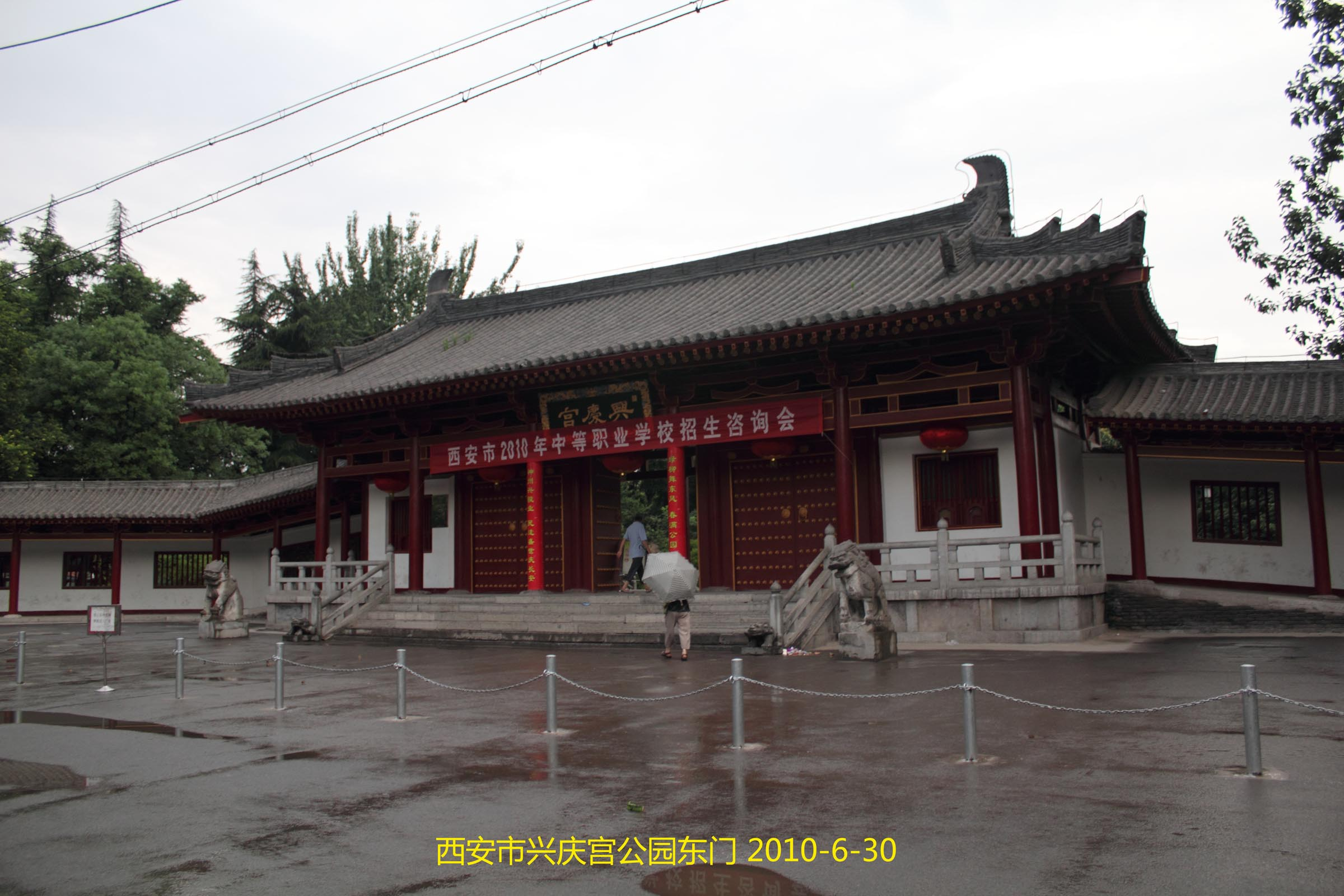
흥경궁의 동문.

흥경궁(興慶宮)은 중국 당(唐) 시대의 궁전이다. 현종(玄宗)조의 정치 중심지였으며, 북쪽의 태극궁(太極宮), 대명궁(大明宮)과 구별하기 위해 남내(南内)라고도 불렸다.

## 역사
훗날 당 현종으로 즉위하게 되는 이융기(李隆基)가 황자로 있을 때 그의 다섯 형제들과 함께 거주했던 저택으로 원래 이름은 융경방(隆慶坊)이라 했으며, 궁전으로 바뀐 뒤에는 현종의 휘를 피해 개원(開元) 2년(714년) 흥경궁으로 바뀌었다. 융경방은 장안 동쪽 끝에 위치해 있었다.
현종은 개원 16년(728년) 정월부터 흥경궁에 머물며 정무를 보았다. 개원 20년(732년)에는 흥경궁과 장안 동남쪽 모퉁이에 위치한 곡강지(曲江池) 부근에 이궁(離宮) 부용원(芙蓉園)이 지어지고, 북부의 대명궁과 이어지는 황제 전용 통로 협성(夾城)이 완성되었다. 협성은 이중성벽으로 에워싸인 통로로 주민들은 알지 못하는 길이었으며, 황제들은 이곳을 통해 대명궁에서 흥경궁으로 이동하였다. 또한 이곳에서 양귀비(楊貴妃)와 함께 기거하였으며, 안사의 난 이후 양위하고 또한 이곳에서 거주하였다.
당 왕조 말기 흥경궁은 파괴되어, 연못인 용지(龍池)의 경우는 명(明) 왕조 말기에서 청(清) 왕조 초기에 이르러 아예 부지가 논밭으로 변해 있을 정도였다. 1957년 5월 31일, 중국 정부에 의해 흥경궁 옛 터가 산시성(陕西省)의 문물보호단위(文物保护单位)로 지정되었다. 1958년 부지는 흥경궁공원이라는 공원으로 바뀌었으며, 이후 시안시(西安市) 시내에서 최대 규모의 공원으로 자리잡았다.
흥경궁공원의 정문은 시안 교통대학과 마주 보고 있으며, 공원 부지 안에는 흥경호(興慶湖)라 이름이 바뀐 호수(옛 용지)와, 그 가운데 인공섬 위에 세워진 누각 침향정을 비롯해 화악상휘루(花萼相辉楼), 남훈각(南薰阁) 등의 당대 건축물의 옛 이름을 붙인 전각들이 당대 건축양식에 따라 재현되어 있다.

## 구조

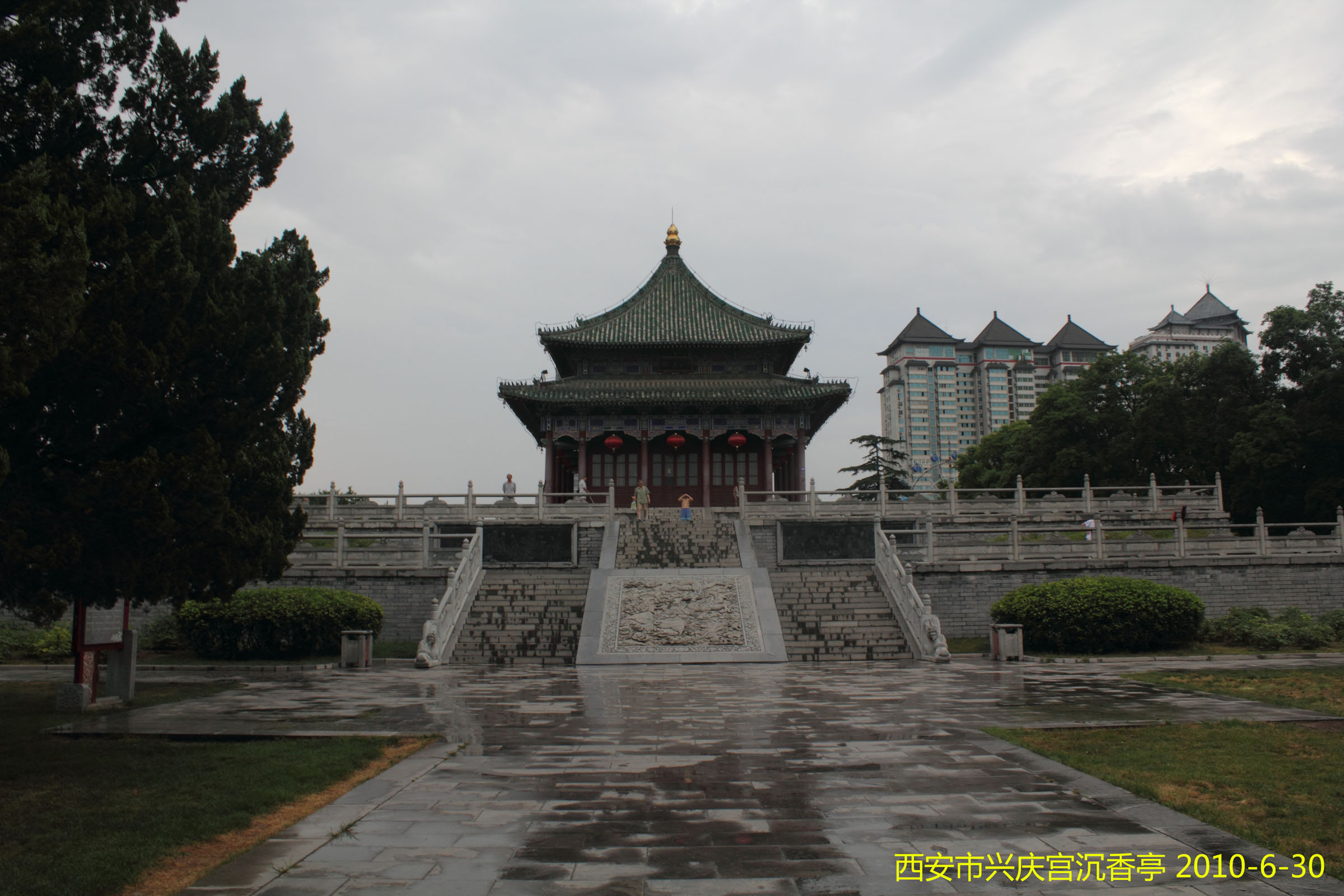
흥경궁 침향정

당대 흥경궁은 몇 차례에 걸쳐 개수가 이루어졌다. 흥경궁의 규모는 남북 1.3km에 동서 1.1km로 북측에 궁전이 있고 남측이 정원으로 되어 있는 형태였다. 흥경궁의 정문인 흥경문은 중국의 고대 궁전들과는 달리 서쪽에 있었고, 흥경궁 서북부에 정전(正殿)인 흥경전(興慶殿)이, 그 남쪽에 대동전(大同殿)이 있었는데, 대동전에는 오도현(呉道玄)과 이사훈(李思訓)이 그린 산수화가 있었으며, 종과 북을 단 문루를 세우고 노자의 상을 모셔두었다.
또한 근정무본루(勤政務本樓), 화악상휘루(花萼相輝楼) 등의 누각이 있었다. 개원 8년(720년)에 흥경궁 서남쪽으로 튀어나온 형태로 지어졌으며, 큰길로 직접 닿아 내려다볼 수 있게 지어진 고층건축물이었다. 근정무본루는 현종의 정무 중심지였고, 중대한 의식이 이곳에서 이루어졌다. 특히 현종의 탄신일인 천추절(8월 5일)에는 신하와 민중들에게 술과 고기가 지급되고 춘명문 앞 큰 길가에 백 필의 무마(舞馬)가 등장해 공연하는 등의 다양한 볼거리가 마련되었다. 화악상휘루는 흥경궁 서쪽 승업방(勝業坊)에 거주하던 현종의 형 영왕 헌(寧王 憲)과 동생인 설왕 업(薛王 業), 서북쪽 안흥방(安興坊)에 거주하던 신왕 위(申王撝)와 기왕 범(岐王範)의 거처와 가깝도록 지어진 것이었다. 현종은 그들을 불러 자주 잔치를 열어 우애를 보였으며, 그들의 동정을 살펴 그들이 놀이에 빠진 것을 보고 기뻐하였다고 한다.
흥경궁 남쪽에는 연꽃이 가득 자라는 용지(龍池) 또는 흥경지(興慶池)라 불린 호수가 있었고 이곳에서 배 경주를 하기도 하였다. 현종이 아직 즉위하기 전에 이곳에서 황룡이 나타났다는 전승이 있으며, 이 전승에 따라 용지 남쪽에 용을 제사지내는 용당(竜堂)와 오룡단(五竜壇)이 있었다. 이백(李白)이 이곳을 소재로 청평조사(淸平調詞) 3수를 짓고 이를 악공 이구년(李亀年)이 읊었다는 일화가 있다. 침향정(沉香亭)은 용지 동쪽에 침향목으로 지어진 누각으로 주변에 모란을 비롯한 여러 꽃들을 심어 꽃들이 피고 지면서 아침에는 붉은색, 오후에는 푸른색, 저녁에는 노란색, 밤에는 흰색이 되었다고 한다. 가까운 금화탑(金花落)은 황제와 궁성을 호위하는 위사(衛士)들이 주둔하였다고 한다.

## 같이 보기
- 당현종
- 대명궁
- 아베노 나카마로
- 양귀비
- 이백